# Design d'espace
 (mai 2023).
La mise en forme du texte ne suit pas les recommandations de Wikipédia : il faut le « wikifier ».
Les points d'amélioration suivants sont les cas les plus fréquents. Le détail des points à revoir est peut-être précisé sur la page de discussion.
- Les titres sont pré-formatés par le logiciel. Ils ne sont ni en capitales, ni en gras.
- Le texte ne doit pas être écrit en capitales (les noms de famille non plus), ni en gras, ni en italique, ni en « petit »…
- Le gras n'est utilisé que pour surligner le titre de l'article dans l'introduction, une seule fois.
- L'italique est rarement utilisé : mots en langue étrangère, titres d'œuvres, noms de bateaux, etc.
- Les citations ne sont pas en italique mais en corps de texte normal. Elles sont entourées par des guillemets français : « et ».
- Les listes à puces sont à éviter, des paragraphes rédigés étant largement préférés. Les tableaux sont à réserver à la présentation de données structurées (résultats, etc.).
- Les appels de note de bas de page (petits chiffres en exposant, introduits par l'outil «  Source ») sont à placer entre la fin de phrase et le point final[comme ça].
- Les liens internes (vers d'autres articles de Wikipédia) sont à choisir avec parcimonie. Créez des liens vers des articles approfondissant le sujet. Les termes génériques sans rapport avec le sujet sont à éviter, ainsi que les répétitions de liens vers un même terme.
- Les liens externes sont à placer uniquement dans une section « Liens externes », à la fin de l'article. Ces liens sont à choisir avec parcimonie suivant les règles définies. Si un lien sert de source à l'article, son insertion dans le texte est à faire par les notes de bas de page.
- La présentation des références doit suivre les conventions bibliographiques. Il est recommandé d'utiliser les modèles {{Ouvrage}}, {{Chapitre}}, {{Article}}, {{Lien web}} et/ou {{Bibliographie}}. Le mode d'édition visuel peut mettre en forme automatiquement les références.
- Insérer une infobox (cadre d'informations à droite) n'est pas obligatoire pour parachever la mise en page.

Pour une aide détaillée, merci de consulter Aide:Wikification.
Si vous pensez que ces points ont été résolus, vous pouvez retirer ce bandeau et améliorer la mise en forme d'un autre article.
Le design d'espace est une discipline du design relativement nouvelle qui dépasse les frontières des spécialités de design traditionnelles telles que l'architecture, l'architecture paysagère, la micro-architecture, le design d'intérieur, le design urbain, la scénographie et le design de services ainsi que certains domaines de l'art public.
Il se concentre sur le flux de personnes entre plusieurs zones d'environnements intérieurs et extérieurs et offre de la valeur et de la compréhension dans les espaces des domaines privé et public. La discipline met l'accent sur le travail avec les personnes et l'espace, en particulier sur la notion de lieu, ainsi que sur l'identité du lieu et le génie loci. En tant que telle, la discipline couvre une variété d'échelles, de la conception détaillée des espaces intérieurs aux grandes stratégies régionales, et se trouve en grande partie au Royaume-Uni. En tant que discipline, il utilise le langage de l'architecture, du design d'intérieur et de l'architecture de paysage pour communiquer les intentions de conception.Le design d'espace utilise des méthodes de recherche souvent trouvées dans des disciplines telles que la conception de produits et de services, identifiées par IDEO, ainsi que des méthodes sociales et historiques qui aident à l'identification et à la détermination du lieu.
En tant que domaine de croissance de la conception, le nombre de praticiens du design d'espace travaillent dans des disciplines existantes ou en tant que consultants indépendants.
Le sujet est étudié dans un certain nombre d'institutions au Royaume-Uni  en France et au Danemark, bien que, comme pour tout nouveau domaine d'études, ces cours diffèrent dans leur portée et leur ambition.
En fin de compte, il peut être considéré comme « le ciment qui unit les disciplines traditionnelles de l'environnement bâti avec les personnes qu'elles sont conçues pour servir ».
Pendant la pandémie de Covid-19, le design d'espace est devenu un aspect important de la refonte de l'usage collectif de l'espace urbain. et penser à l'accès et à la sortie.